# Johannes Walbaum
Johannes Walbaum (* 18. Februar 1987 in Neuss) ist ein deutscher Fußballspieler. Erste Stationen in seiner Laufbahn als Fußballer waren der FC Wegberg-Beeck, Borussia Mönchengladbach, der TSV Norf und der DJK Gnadental.
2008 wechselte der Abwehrspieler vom BV Weckhoven zum damaligen Drittligisten Fortuna Düsseldorf, bei dem er während der Saison in der Vorrunde zu insgesamt acht Einsätzen kam, davon gingen drei über die gesamte Spieldauer. Tore konnte er dabei keine erzielen. Während seiner Zeit bei Fortuna trug er die Trikotnummer 40. In der Rückrunde kam er nicht mehr zum Zuge. Eingesetzt wurde er hauptsächlich in der zweiten Mannschaft, die in der NRW-Liga spielte.
Mit der Begründung, dass er sich künftig auf sein Studium im Bereich Maschinenbau konzentrieren wolle, wechselte er zurück zum FC Wegberg-Beeck. Mit dem Verein wurde er Mittelrheinmeister 2010 und erreichte den Aufstieg in die NRW-Liga. Mit dem FC Wegberg-Beeck erreichte Walbaum 2015 den Regionalligaaufstieg, verließ jedoch nach dem direkten Wiederabstieg den Verein in Richtung TSV Meerbusch. Im Sommer 2017 wechselte er zurück zu seinem Jugendverein BV Weckhoven.